# Nicolas Vieille
Nicolas Vieille ist ein französischer Mathematiker und Ökonom, der sich mit Spieltheorie und Wahrscheinlichkeitstheorie befasst. Er ist Professor für Wirtschaftswissenschaften an der École des hautes études commerciales de Paris (HEC) in Paris.

## Wissenschaftliche Karriere
Vieille studierte an der École normale supérieure und wurde 1992 bei Sylvain Sorin an der Universität Paris VI promoviert (Contribution à la théorie des jeux répétés). Er war an der École polytechnique und wurde 2001 Professor an der HEC.
Er ist Herausgeber von Mathematics of Operations Research und Mitherausgeber bzw. Redakteur der wissenschaftlichen Fachzeitschriften Games and Economic Behavior, International Journal of Game Theory und Annales d'Economie et de Statistiques.

## Forschung
Vielles Forschungsinteresse liegt in der stochastischen Spieltheorie. Unter anderem wies Vieille die Existenz von Gleichgewichtszuständen in stochastischen Spielen mit zwei Personen nach.

## Preise und Ehrungen
- 2003: Frederick-W.-Lanchester-Preis[2]

## Schriften
- Two-Player Stochastic Games I: A Reduction, II: The Case of Recursive Games, Israel J. of Mathematics, Band 119, 2000, S. 55–91, 93–126
- Small Perturbations and Stochastic Games, Israel J. of Mathematics, Band 119, 2000, 127–142
- Stochastic games: Recent results, in: Handbook of Game Theory, Amsterdam: Elsevier Science 2002, S. 1833–1850.
- mit Eilon Solan: Computing uniformly optimal strategies in two-player stochastic games, Economic Theory, Band 42, 2010, S. 237–253